# 中村清太郎
中村 清太郎（なかむら せいたろう、1888年4月30日 - 1967年12月20日）は、日本の登山家、山岳画家。
川端玉章、岡田三郎助、藤島武二に師事した。

## 人物・生涯
東京府浅草区出身。東京府立第三中学校（現東京都立両国高等学校）を経て、1911年東京高等商業学校（現一橋大学）卒業。実業家の加賀正太郎は中学・高商の同級生で友人。
近代登山の黎明期に北アルプスなどに登り、小島烏水らと赤石山脈の初縦走を行うなどした。針ノ木岳の命名者、クモマツマキチョウの発見者でもある。
また、本郷絵画研究所で絵画を学び、1936年には足立源一郎らと日本山岳画協会を設立した。1950年日本山岳会名誉会員。
晩年は日本登山史の執筆を行っていたが、1965年、図書館への行き帰りの際、タクシーに撥ねられ断筆となり、1967年に阿佐ヶ谷の自宅で死去した。

## 著書
- 『山岳渇仰』生活社 1944年
- 『ある偃松の独白』朋文堂 1960年

## 親族
- MIKAKO NAKAMURA デザイナーの中村三加子は孫[8]。